# Phidon bullocki
Phidon bullocki är en kackerlacksart som beskrevs av Rehn, J. A. G. 1933. Phidon bullocki ingår i släktet Phidon och familjen småkackerlackor. Inga underarter finns listade i Catalogue of Life.